# Матвеевка (Котелевский район)
Матвеевка (укр. Матвіївка) — село,
Милорадовский сельский совет,
Котелевский район,
Полтавская область,
Украина.
Код КОАТУУ — 5322283007. Население по переписи 2001 года составляло 79 человек.

## Географическое положение
Село Матвеевка находится на левом берегу реки Ворскла,
выше по течению на расстоянии в 1,5 км расположено село Лабуревка,
на противоположном берегу — село Писаревщина (Диканьский район).
К селу примыкает большой лесной массив (сосна).
Рядом с селом протекает пересыхающая река Ковжижа.

## История
После 1945 присоеденина Александровка (до 1912 встречается как Абазовка)
Село указано на трехверстовке Полтавской области. Военно-топографическая карта.1869 года 